# BCYRN1
BCYRN1‏ (None) هوَ بروتين يُشَفر بواسطة جين BCYRN1 في الإنسان.